# 7.62x39mm
Метак 7,62×39mm је пушчани метак калибра 7,62mm који је настао као средњи метак у СССР након Другог светског рата. Распрострањен је широм света а највише се користио у земљама Варшавског пакта и другим комунистичким земљама у другој половини двадесетог века. Најпознатије пушке које користе овај метак су совјетски СКС карабин и АК-47, као и њихове многобројне копије. Овај метак се још увек користи широм света а заменили су га углавном 5,56×45мм и 5,45×39мм.
Овај метак користе и југословенска Застава М70, Застава М72, Застава М92 и Застава M59/66, као и совјетски РПД и РПК, кинески Тип 56 и Тип 86с. 
Користио се у ЈНА за аутоматску пушку Застава М70 као и за пушкомитраљез Застава М72 и полуаутоматску пушку Застава М59/66 ПАП. Данас је у земљама бивше СФРЈ делимично замењен пре свега метком 5,56×45мм НАТО али је и даље у употреби.

## Историја
15. јула 1943. године, Техничко веће Народног комесаријата за наоружање (руски: Техсовет Наркомата Вооружања) састало се да би расправљало о увођењу совјетског средњег метка. Совјетски планери такође су на овом састанку одлучили да се њихов нови метак користи у читавом низу пешадијског оружја, укључујући полуаутоматску карабину, селективну ватрену пушку и лаку митраљеску. Посао дизајнирања совјетског метка умештен је комитету који је водио главни дизајнер НМ Елизаров (Н.М. Елизаров), уз помоћ ПВ Риазанов (П.В. Разанов), БВ Семин (Б.В. Семин) и ИТ Мелников (И.Т. Мельников). Елизаров је блиско сарађивао са неким водећим дизајнерима оружја, укључујући Федорова, Токарева, Симонова и Шпагина. Теоретски је разматрано око 314 дизајна метка, пре него што је избор смањио на 8 модела који су физички конструисани и тестирани. Већина развојних радова на новом метку одвијала се у ОКБ-44, који је убрзо након тога преименован у НИИ-44, а који је 1949. спојен са НИИ-61, а сам 1966. спојен са ТсНИИТосхмаш. 
Прва варијанта новог метка је званично усвојена за употребу по завршетку огледа о домету у децембру 1943; дат је ГРАУ индекс 57-Н-231. Овај метак је имао дужину кућишта од 41 мм, па се понекад назива и 7,62 × 41. Метак који је садржавао био је дуг 22,8 мм и имао је језгро у потпуности од олова. Овај метак има нешто тврдоглавији изглед од каснијих 7,62 × 39 метака, чији је максимални радијус постигнут након само 13,01 мм од његовог врха, а недостајао му је реп брода. Након неких даљњих усавршавања, у марту 1944. године започела је пилот серија ове верзије.
Након што су постали доступни детаљнији резултати испитивања, почев од 1947. метак је прилагодио Уљановски постројење за производњу машина у циљу побољшања његове тачности и продора. У почетку је реп чамца изостављен, јер су совјетски дизајнери претпоставили (погрешно) да ће правити разлику само на великим дометима, када метак постане подзвучан, а тачност посредног улошка у тим дометима се сматра невероватном. Међутим, додатна испитивања показала су да је реп чамца побољшао тачност чак и на краћим дометима, где је метак још увек био надзвучан. Да би се одржала укупна маса метка, након додавања репа бродице, продужен је и овални део главе, а метак је постао свестранији. Максимални радијус је сада постигнут на неких 15,95 мм од врха, а укупна дужина метка се повећала на 26,8 мм. Да би се сачувала укупна дужина метка, кућиште је скраћено на 38,7 мм (а заокруживањем се уобичајено назива 7,62 × 39.) Поред тога, нови метак имао је језгру од олова омотану у мало угљеника челика. Употреба ниско-угљеничног (благог) челика вођена је понајвише жељом за поновном употребом неке индустријске опреме која је израђивала 7,62 × 25 мм Токарев уложак, а не због фрагментације метака. Овај метак је добио скраћеницу "7,62 ПС" (76,2 ПС). "С" је у почетку представљао "сурогат" (суррогатированнаа, суррогатированнаиа), но позваниа с писмом сдело се челичној компоненти (сталној, стал'ној) језгре, која је чинила око 50% запремине језгре. Уложак од 7,62 × 39 опремљен метком ПС коначно је победио све примедбе ГАУ средином 1947, када је наручено у серијску производњу, и дао индекс 57-Н-231С. Теренска испитивања округлог и новог прототипа АК-47 изведена су у НИПСВО-у од 16. децембра 1947. до 11. јануара 1948. године.
Дизајн који су Совјети на крају одабрали има више димензијске сличности са ГЕЦО кертриџом коришћеним у Воллмер М35 него са Полте рундом који је користио каснији немачки Стурмгевехр 44. Неки аутори, укључујући Ц. Ј. Чаверс, претпостављају да су Совјети можда имали приступ делима ГЕЦО-а и Воллмера током 1940. године, када је Хитлер дозволио великом броју совјетских инжењера да обилазе разне немачке фабрике наоружања. Ентони Г. Вилиамс, међутим, тврди да је совјетска рунда М43 била толико различита да је било могуће одбацити идеју да је то била копија било ког немачког круга који је у то време постојао.
Уложак 57-Н-231С користио је "биметалну" (челичну и бакарну) футролу. Почетком 1960-их представљен је "лакирани" челични ковчег, а новом је кертриџу првобитно било додијељено име 57-Н-231СЛ. У настојању да се поједностави терминологија, негде након тога ознака 57-Н-231 је рециклирана да означи сву челичну језгру 7,62 × 39 совјетске муниције, без обзира на израду случајева. 
Средином 1950-их, Елизаров тим, који сада ради у НИИ-61, развио је посебан подзвучни метак за патрону 7,62 × 39. Усвојен је у службу 1962. године, а војсци је додељен назив "7,62 УС" (САД је означавао бројчану брзину, што значи "смањена брзина") и ГРАУ индекс 57-Н-231У. Подзвучни метак био је знатно дужи (33,62 мм) и тежи (12,5 г) од метка ПС, а имао је и различиту, слојевиту структуру језгра. Језгра његовог дела главе била је у потпуности израђена од алатног челика, а затим је следећи део у потпуности направљен од олова. Субзонски метак такође има већи максимални пречник од 7,94 мм у поређењу са свим осталим мецима 7,62 × 39, а вршак је пречника 7,91 мм; већи пречник одсека од оловне језгре имао је за циљ да обезбеди чвршће приањање на цев бољим спајањем утора. Намењено је да је 7,62 подзвучни муниција испаљен из пушака типа АК-47 опремљених пригушивачем ПБС-1 и развијао је брзину њушке од око 285–300 м / с. Ради препознавања, овај стрељиво обично има врхове метака обојене црно са зеленом траком испод.
Након 1989. године, редовни руски меци почели су се производити челичним језгром са већом концентрацијом угљеника и подвргнути термичкој обради. Ова промена побољшала је њихову пенетрацију за 1,5-2 пута. Није могуће екстерно разликовати ове метке од ранијих, мекших ПС, осим по години производње. Отприлике у исто време, усвојен је алатни челик за нормалну брзину метка од 7,62 × 39. Назван БП, овај метак је развијен 1980-их и 1990-их. Званично је усвојен за руски сервис 2002. године под називом услуге „7.62 БП“, и са ГРАУ ознаком 7Н23. Каже се да метак БП постиже преко три пута више пенетрације од метака ПС; може да победи руски прслук од метака са ознаком 6Б5 на удаљеностима испод 250 метара. БП кертриџ има врх свог метка обојен црно. Сам метак БП је нешто дужи (27,4 мм) у поређењу са ПС метком, али има исту масу од 7,9 грама. 
На истом састанку 1943. године који је одлучио развој новог улошка, совјетски планери одлучили су да га треба користити читав низ новог малокалибарског оружја, укључујући полуаутоматску карабину, потпуно аутоматску пушку и лагану митраљеску. Натјечаји за дизајн за ово ново оружје почели су озбиљно 1944.

## Варијанте
Оригинални совјетски меци М43 су меци са бродским репом са 123 зрна са бакарном челичном јакном, велика челична језгра и нешто олова између језгре и јакне. Сам уложак састојао се од Бердана, високо конусног (обично челичног) кућишта у који се налази метак и садржи прашак за прах. Конус олакшава храњење и вађење круга, с обзиром да је мало контакта са зидовима коморе све док рунда није потпуно сједала. Овај конус узрокује да АК-47 има изразито закривљене часописе (помажући у разликовању АК-47 од АК-74, који се пишу из много исправнијег часописа). Иако је дизајн метка прошао кроз неколико редизајна, сам кертриџ остаје углавном непромењен. Балистички коефицијент (Г7 БЦ) метка пуне металне јакне типа М1943 је 0,138. 
Потпуна чврстина М43 пројектила узрокује његов једини недостатак - врло је стабилан, чак и док прелази ткиво. Почиње жвакати тек након што пређе готово 26 cm (10 инча) ткива. То увелико смањује потенцијалну ефикасност рањавања пројектила против људи.
М67 
Шездесетих година 20. века Југославија је експериментисала са новим дизајном метака како би произвела округли профил супериорног профила, брзине и тачности М43. Пројектил М67 краћи је и плосничнији од М43. Ово се углавном дешава због брисања благог челичног уметка. Ово има споредни ефекат померања тежишта према назад у односу на М43. То омогућава пројектил да се дестабилизира готово 17 cm раније у ткиву. То изазива пар великих протезних шупљина на дубини која вероватно може изазвати ефикасну трауму ране. Када се привремена растезљива шупљина пресијеца са кожом на излазном подручју, резултираће већа излазна рана, којој је потребно дуже зацељивање. Поред тога, када растезљива шупљина пресече крут орган попут јетре, то ће довести до оштећења тог органа. Међутим, потенцијал рањавања М67 углавном је ограничен на мали трајни рани канал који сам метак ствара, посебно када метак цури (пада). 
Комерцијална муниција
Комерцијална муниција 7,62 × 39 mm руске производње, попут оне која се продаје под робном марком "Вук Муниција", такође је доступна у пуној металној јакни (ФМЈ), софт-поинт (СП) и шупљој (ХП) варијанти. [3] СП меци нуде побољшану експанзију.
Тип 56: Кинески благи челични Коре
Кинеска војна муниција (тип 56) (развијена 1956.) је тонер М43 са благим челичним језгром (МСЦ) и танком бакарном или месинганом јакном. Кинези су 1956. развили сопствену јуришну пушку димензија 7,62×39 mm . То је варијанта совјетских јуришних пушака АК-47 (тачније типа 3 и АКМ). Производња је започела 1956. године у државној фабрици 66, али је на крају предата Норинку, који пушку наставља да производи превасходно за извоз. Норинко је развио и произвео муницију димензија 7,62×39 mm за нову кинеску пушку типа 56 7,62×39mm. Кинеска муниција (као и сва остала м43 муниција) тренутно је забрањена за увоз у САД јер амерички савезни закон класификује круг као оклопни пиштољ. Ова класификација се заснива на материјалима и дизајну метака, а не на емпиријској способности продирања у оклоп.

## Лов и спорт
Отприлике 1990., метак од 7,62 × 39 мм имао је неку корист у ловачком оружју у САД за лов на дивљач до величине јелена, јер је нешто мање моћан од округа .30-30 Винчестер и има сличан балистички приказ профил. Велики број увезених полуаутоматских пушака, попут клонова СКС и АК-47 и варијанти, доступан је у овом калибру.
Поред тога, неколико произвођача АР-15 произвело је опцију 7,62×39мм. Неке садашње и претходне компаније укључују АР-Стонер, Армалите, Колт, Рок Ривер Армс, Олимпијско оружје, ДПМС, Дел-Тон Инц и МоделОне Салес. Доступни су и прилагођени комплети за израду и конверзију. Широка доступност и ниски трошак стрељива са широким бројем произвођача чине га знатно нижим трошковима рада у поређењу с другим алтернативама 5,56×45 мм.
Ругер производи Ругер Мини Тхирти као верзију своје популарне Ругер Мини-14рифле од 7,62 × 39 мм; често погрешно назван Мини-30. Ругер је 2017. започео производњу модела америчке пушке димензија 7,62×39. Некад је имао свој вијак М77 Марк II доступан у овом калибру.
Једно време Ремингтон Армс је оглашавао компактну пушку мини Маусер Цомпацт Модел 799 мини коморе 7,62 × 39 мм 2006. године, описујући Маусерову акцију као „коју су тражили данашњи ловци и стрелци“. Акција Маусер је копија акција пушке модела Гевер 98.
ЦЗ-УСА продаје ЦЗ 527 Царбине, пушку "микро дужина Маусера" с командном пушком коморе 7,62 × 39 мм и .223 Ремингтон. 
Саваге Армс је увео (око 2010–2011) сопствену пушку у калибру 7,62 × 39 мм - Модел: 10 ФЦМ Сцоут. 
И СИГ Сауер СИГ516 Руссиан и СИГ 556Р су коморе у 7,62 × 39 мм.
Румунија производи модерну спортску пушку димензија 7,62 к 39 мм, ВАСР-10 у полуаутоматској пушcи у стилу АК, дизајнирану за спортско тржиште.
Хова је 2016. представила пушку са вијцима у комору димензија 7,62×39 мм која користи њихову дугогодишњу акцију Хова М1500 на цијеви. Модел се зове Хова Мини-Ацтион и специфично је дизајниран за краће средње касете. 
Нижа цена и велика доступност војног вишка муниције чине овај метак атрактиван за многе цивилне ловце. 